# مايك جونسون (لاعب كرة قاعدة)
مايك جونسون (بالإنجليزية: Mike Johnson)‏ (و. 1975  م) هو لاعب كرة قاعدة كندي، ولد في إدمونتون، شارك في الألعاب الأولمبية الصيفية 2008، والألعاب الأولمبية الصيفية 2004، مركز لعبه هو مرسل الكرة ‏.

## روابط خارجية
- مايك جونسون على موقع دوري كرة القاعدة الرئيسي (الإنجليزية)
- مايك جونسون على موقع الدوري الياباني لكرة القاعدة (الإنجليزية)
- مايك جونسون على موقع دوري كوريا الجنوبية لكرة القاعدة (الإنجليزية)
- مايك جونسون على موقعبيزبول رفرنس.كوم (الدوري الرئيسي) (الإنجليزية)
- مايك جونسون على موقعبيزبول رفرنس.كوم (الدوري الثانوي) (الإنجليزية)
- مايك جونسون على موقع إي إس بي إن.كوم (أم.أل.بي) (الإنجليزية)
- مايك جونسون على موقع مشجعي الرسوم البيانية (الإنجليزية)
- مايك جونسون على موقع أوليمبيديا (الإنجليزية)